# Carter B. Magruder

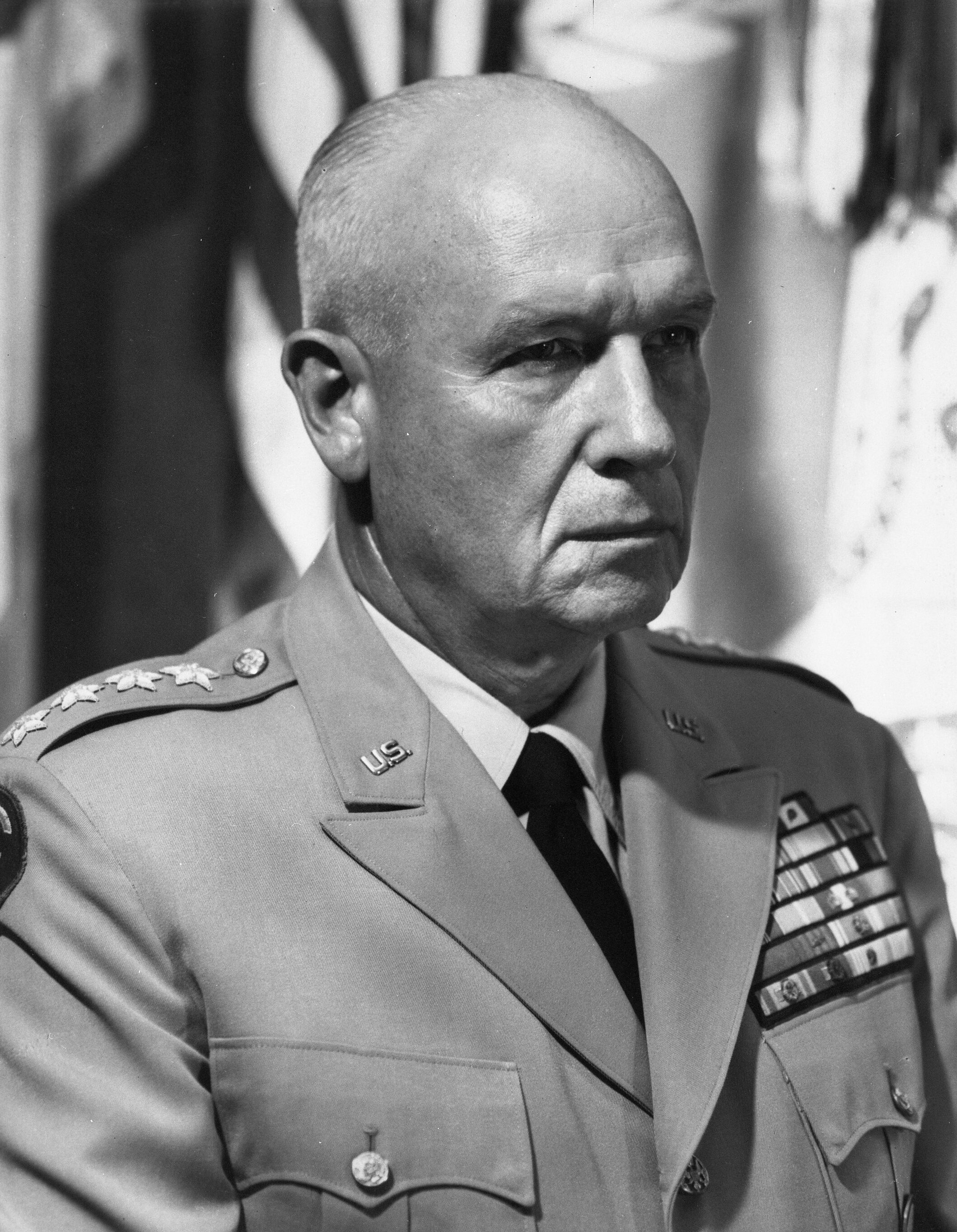
General Carter B. Magruder (1960)

Carter Bowie Magruder (* 3. April 1900 in London; † 14. März 1988 im Walter Reed Army Medical Center, Washington, D.C.) war ein US-amerikanischer Offizier und zuletzt General der US Army, der unter anderem zuletzt zwischen 1959 und 1961 Kommandierender General der US-Streitkräfte in Korea USFK (US Forces Korea) sowie in Personalunion Kommandeur der dort stationierten Achten US-Armee (Eighth US Army) war.

## Leben

### Offiziersausbildung, Zwischenkriegszeit und Zweiter Weltkrieg

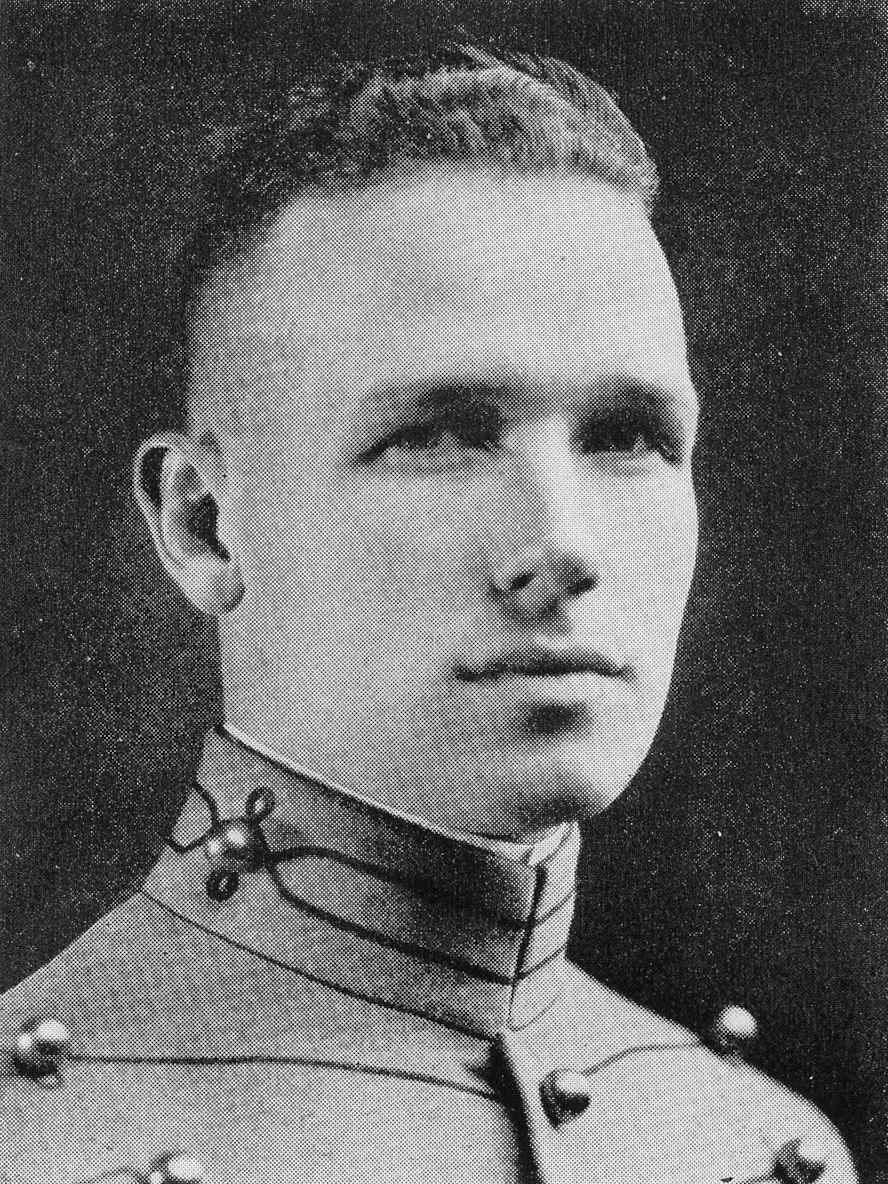
Carter B. Magruder als Absolvent der US Military Academy in West Point (1923).

Carter Bowie Magruder begann nach dem Schulbesuch eine Offiziersausbildung an der US Military Academy (USMA) in West Point, die er 1923 beendete. Im Anschluss fand er zahlreiche Verwendungen als Offizier sowie später als Stabsoffizier in der Zwischenkriegszeit. Er war zudem Absolvent des Command and General Staff College und des US Army War College (USAWC) in Carlisle. Zu Beginn des Zweiten Weltkrieges war er von Juni 1941 bis März 1942 in das Büro des Assistierenden Chefs (G-4) des Generalstabes der US Army im Kriegsministerium (US Department of War) abgeordnet und erhielt in dieser Funktion am 24. Dezember 1941 den Rang eines Lieutenant Colonel der Army of the United States (AUS). Er war danach zwischen dem 9. März 1942 und dem 31. Juli 1944 Direktor der Abteilung Planung der Rückwärtigen Dienste des Heeres (Army Service Forces), neben den Luftstreitkräften der Armee USAAF (US Army Air Forces) und den Bodentruppen der Armee (Army Ground Forces) eine der drei autonomen Einheiten der US-Armee während des Zweiten Weltkrieges. In dieser Funktion wurde er am 12. Dezember 1942 auch zum Colonel der Army of the United States ernannt und erhielt für seine Verdienste am 5. August 1944 erstmals die Army Distinguished Service Medal.
Im weiteren Kriegsverlauf wurde er am 13. August 1944 zum Brigadier-General ernannt und fungierte daraufhin zwischen August 1944 und dem 6. November 1946 als Assistierender Chef des Stabes (G-4) im Generalstab der US Army für den US-amerikanischen Kriegsschauplatz im Mittelmeerraum, dem US Mediterranean Theater of Operations, unter General Dwight D. Eisenhower. In dieser Verwendung wurde er am 24. Mai 1945 zum Major-General der Army of the United States ernannt und erhielt zugleich 1945 zum zweiten Mal das Army Distinguished Service Medal.

### Nachkriegszeit und Aufstieg zum General

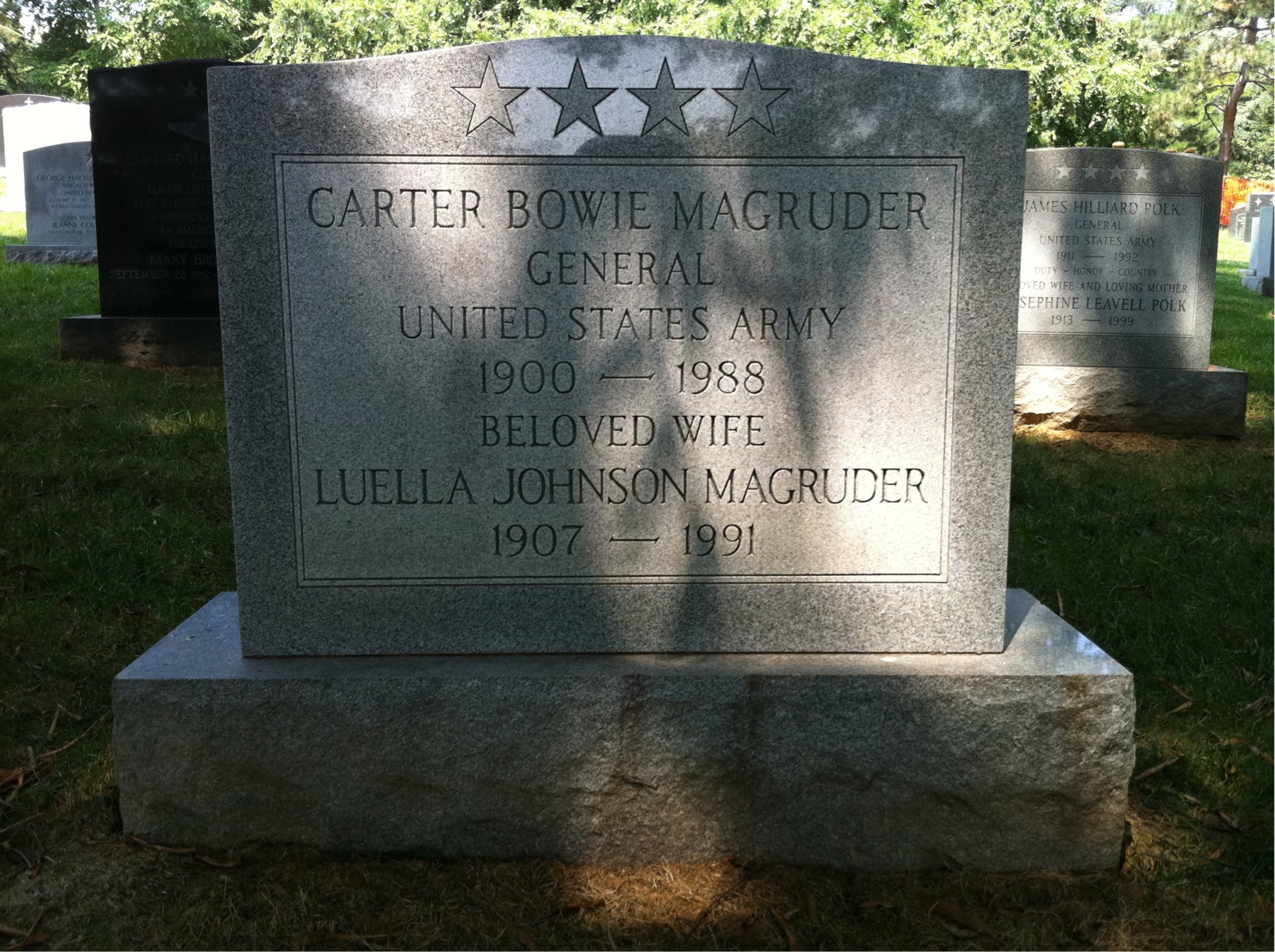
Grabstätte von General Magruder auf dem Nationalfriedhof Arlington.

Nach Kriegsende war Magruder von November 1945 bis Januar 1946 zunächst Chef des Stabes der Rückwärtigen Dienste des US-Heeres in Europa sowie im Anschluss zwischen Januar und dem 1. März 1946 Kommandeur der Rückwärtigen Dienste des US-Heeres in Europa. Danach war er zunächst vom 1. März 1946 bis zum 1. Mai 1948 Assistierender Chef des Stabes (G-4) im Hauptquartier des US-Heeres in Europa und wurde in dieser Funktion am 12. Juni 1946 erst zum Lieutenant Colonel sowie am 11. März 1948 zum Colonel befördert. Daraufhin fungierte er zwischen dem 1. Mai 1948 und dem 28. Februar 1949 in Personalunion als Chef des Stabes sowie als stellvertretender Kommandierender General des US-Heeres in Europa. Nach seiner Rückkehr in die USA übernahm er im Heeresministerium (US Department of the Army) vom 14. März 1949 bis zum 24. Mai 1950 den Posten als Stellvertreter des Assistant Secretary of the Army, Tracy Voorhees. Zugleich war er zwischen dem 22. März und dem 14. Juli 1949 Direktor der Abteilung Zivile Angelegenheiten im Heeresministerium sowie von Mai bis Juni 1949 Militärischer Vertreter der US-Streitkräfte beim 6. Außenminister-Treffen in Frankreich.
Carter B. Magruder wurde am 1. Oktober 1949 zum Brigadier General befördert und war 1950 kurzzeitig stellvertretender Chef des Büros des Assistant Secretary of the Army Earl D. Johnson sowie von Mai 1950 bis 1952 Sonderassistent von Heeresminister (US Secretary of the Army), Frank Pace, Jr. für besetzte Gebiete. Im Anschluss wechselte er in den Generalstab des Heeres und wurde 1952 zunächst Stellvertreter für Programme des Assistierenden Chefs des Stabes für Logistik beziehungsweise 1953 stellvertretender Assistierender Chefs des Stabes für Logistik (Deputy Assistant Chief of Staff for Logistics (G-4), US Army). Als Nachfolger von Generalmajor Charles L. Dasher übernahm er als Major General im November 1952 den Posten als Kommandeur der 24. Infanteriedivision (24th Infantry Division), der sogenannten „Victory Division“. Er verblieb auf diesem Posten bis Januar 1954, woraufhin Brigadegeneral Carl I. Hutton kommissarischer Kommandeur wurde.
Nach seiner Beförderung zum Lieutenant General war Magruder 1954 für einige Zeit Kommandierender General des IX. Korps (IX Corps) sowie anschließend zwischen 1954 und 1955 Chef des Stabes des US-Kommandos Fernost FECOM (Far East Command). Am 1. Mai 1955 kehrte er in die USA zurück und war bis zum 16. Juli 1959 stellvertretender Chef des Stabes des Heeres für Logistik (Deputy Chief of Staff for Logistics US Army). Zuletzt wurde er als General am 1. Juli 1959 Nachfolger von General George Decker als Kommandierender General der US-Streitkräfte in Korea USFK (US Forces Korea) sowie in Personalunion als Kommandeur der dort stationierten Achten US-Armee (Eighth US Army). Gleichzeitig wurde er auch Oberkommandierender der UN-Streitkräfte in Korea (Commander in Chief UN Forces in Korea). Er hatte diese drei Posten bis zum 30. Juni 1961 inne und wurde daraufhin von General Guy S. Meloy Jr. abgelöst. Für seine Verdienste in diesen Verwendungen erhielt er am 19. Juli 1961 noch einmal die Army Distinguished Service Medal und trat daraufhin in den Ruhestand.
Carter B. Magruder, war mit Luella Johnson Magruder (1907–1991) verheiratet und wurde nach seinem Tode auf dem Nationalfriedhof Arlington beigesetzt.

## Auszeichnungen
Auswahl der Dekorationen, sortiert in Anlehnung der Order of Precedence of Military Awards:
- Army Distinguished Service Medal (3 x)

## Veröffentlichungen
- Recurring logistic problems as I have observed them, Center of Military History, US Army, Washington, D.C., posthum 1991